# Adolf Erhart
Adolf Erhart (31. května 1926 Náměšť nad Oslavou – 11. listopadu 2003 Brno) byl český lingvista, indoevropeista, vysokoškolský pedagog.

## Život
Po ukončení reálného gymnázia vystudoval v letech 1945–1949 na Filozofické fakultě Masarykovy univerzity (FF MU) v Brně germanistiku, klasickou filologii a indoevropeistiku. Po absolvování zůstal na fakultě nejprve jako asistent, poté odborný asistent. Pracoval také na brněnském etymologickém pracovišti Ústavu pro jazyk český Akademie věd České republiky (ÚJČ AV ČR). V roce 1959 obhájil na FF MU disertaci o indoevropské konjugaci a získal titul PhDr., v roce 1960 hodnost CSc., v roce 1964 se habilitoval prací o nových pohledech na indoevropský konsonantismus, v roce 1973 získal titul DrSc. V letech 1962–1963 byl lektorem češtiny na univerzitě v Greifswaldu. Na katedře českého jazyka založil v roce 1995 spolu s Marií Krčmovou Ústav jazykovědy. Profesorem byl jmenován v roce 1988, od roku 1993 působil na fakultě jako emeritní profesor.
Jeho dcerou byla Olga Erhartová (21. srpna 1950 Brno – 10. ledna 2019 Brno) – romanistka, knihovnice a publicistka.

## Dílo
Jako badatel se věnoval obecné a srovnávací jazykovědě, napsal několik základů jazykovědy, Úvod do etymologie (společně s Radoslavem Večerkou) a Úvod do fonologie (společně s Josefem Miloslavem Kořínkem), různé studie, učební texty a příručky. Svou pozornost směřoval především k jazykům indoevropským, hlavně ke konsonantismu a genezi jmenné a slovesné flexi. Zabýval se otázkami vývoje jednotlivých indoevropských jazykových větví, zejména jazyků baltských a slovanských, zvláštní pozornost věnoval jazykům indoíránským. Je autorem gramatiky sanskrtu, stručné mluvnice litevštiny a srovnávací mluvnice baltských jazyků. V roce 1995 se stal hlavním redaktorem Etymologického slovníku jazyka staroslověnského, realizovaného v Etymologickém oddělení Ústavu pro jazyk český Akademie věd České republiky. Je autorem několika hesel v Novém encyklopedickém slovníku češtiny.